# ميخائيل سالتر
ميخائيل سالتر (بالإنجليزية: Michael Salter)‏ هو فنان تنصيبي أمريكي، ولد في 1967 في بريستول في الولايات المتحدة.